# Ratpenat bru gros
El rratpenat bru gros (Eptesicus fuscus) és una espècie de quiròpter que viu des del sud del Canadà fins a Colòmbia i el nord de Sud-amèrica i a les Antilles, a menys de 2.700 m d'altitud. És molt freqüent en assentaments humans.

## Descripció
La longitud del cos amb el cap arriba a ser entre 6,3 i 7,5 cm, la de la cua de 4 a 5,2 cm, el peu de 0,9 a 1,6 cm, l'orella d'1,2 a 1,9 cm. Té una envergadura entre 28 i 33 cm. Pesa entre 15 i 19 g. El pèl és llarg i brillant en el dors i ataronjat a ocre pàl·lid al ventre, però la pilositat és negra a la base.

## Subespècies
- Eptesicus fuscus fuscus (Palisot de Beauvois) - est dels Estats Units, excepte Florida
- Eptesicus fuscus pallidus (Young) - Utah